# Fausto Battelli
Fausto Battelli (Roma, 1934 – Roma, 11 febbraio 2018) è stato un pittore e fotoreporter italiano.

## Biografia
Dopo gli studi accademici sperimenta le tecniche artistiche della litografia, della ceramica, della fotografia.
Negli anni '50 e '60 intraprende la carriera di fotoreporter, immortalando i protagonisti della dolce vita romana.
Dopo gli anni sessanta si dedica sempre di più alla pittura, caratterizzandosi e facendosi apprezzare in particolar modo per i suoi bassorilievi dipinti.
Dagli anni '70 in poi ha tenuto mostre personali  e collettive in Europa, America, Australia.